# Speocera vilhenai
Speocera vilhenai is een spinnensoort uit de familie Ochyroceratidae. De soort komt voor in Angola.